# Route 60 (Alberta)
La Route 60, officiellement nommée la Devonian Way, est une route sud / nord se trouvant à l'ouest d'Edmonton en Alberta. Elle relie la route 39 à la route 16 et constitue, avec la route 19, une voie de contournement d'Edmonton,.

## Description du tracé

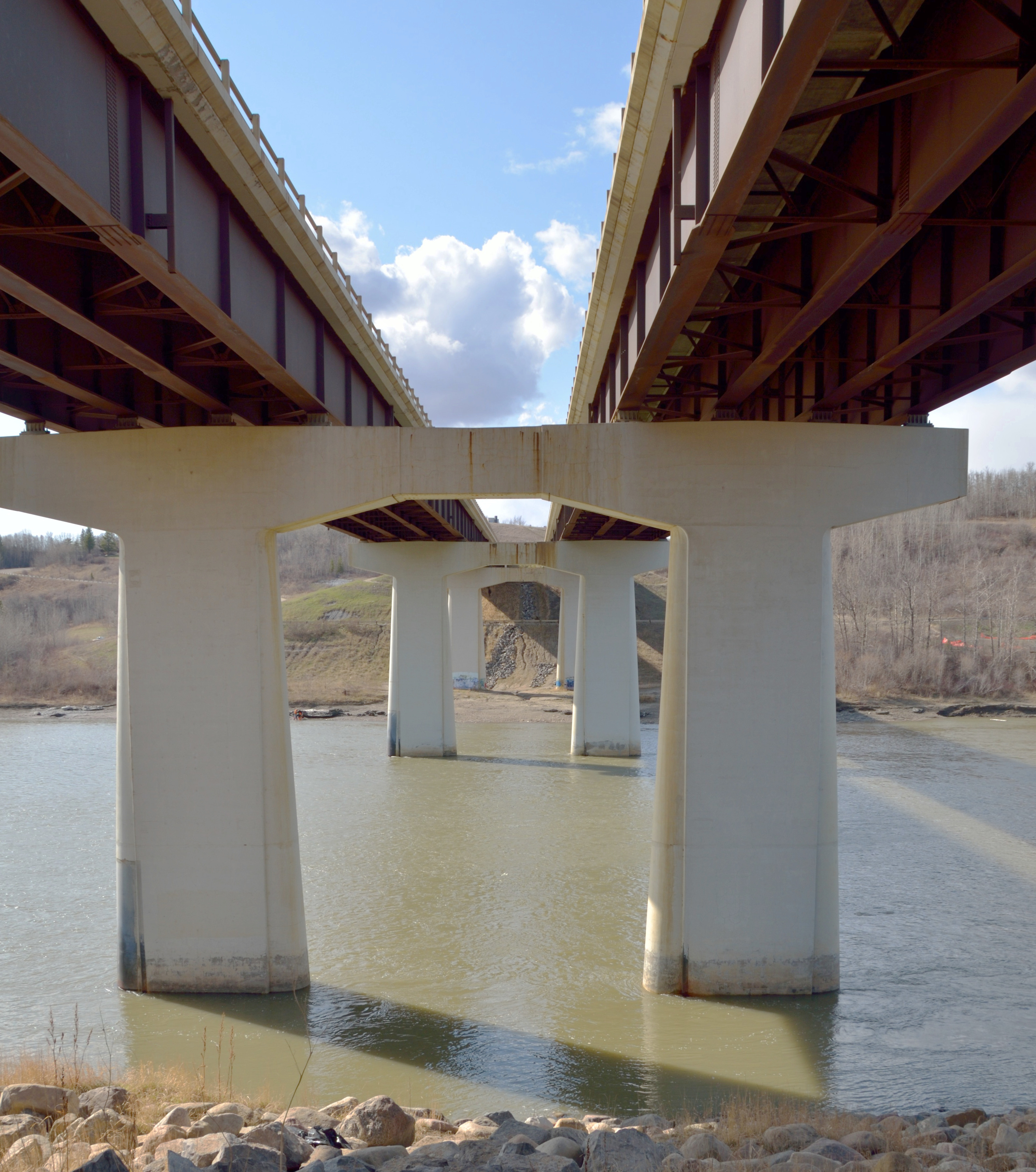
Ponts de la route 60 au-dessus de la rivière Saskatchewan Nord près de Devon

La route 60 débute comme route rurale à deux voies à l'est de Calmar. Elle se dirige vers le nord depuis la route 39 et rencontre la route 19 au sud de Devon où elle devient une voie rapide à chaussées divisées. Elle traverse la rivière Saskatchewan Nord et prend fin à l'échangeur avec la route 16 à Acheson.

## Intersections majeures
| Municipalité rurale / spécialisée       | Ville     | km    | Destinations                                                       | Notes                                                                  |
| --------------------------------------- | --------- | ----- | ------------------------------------------------------------------ | ---------------------------------------------------------------------- |
| Comté de Leduc                          |           | 0,00  | AB-39 – Leduc, Calmar, Drayton Valley                              | Carrefour giratoire                                                    |
| Comté de Leduc                          | Devon     | 8,10  | AB-19 est – Nisku, Edmonton                                        | Terminus ouest de l'AB-19; accès à l'Aéroport international d'Edmonton |
| Limite Comté de Leduc–Comté de Parkland |           | 12,40 | Traverse la rivière Saskatchewan Nord                              | Traverse la rivière Saskatchewan Nord                                  |
| Comté de Parkland                       | Enoch 135 | 22,10 | AB-627 – Keephills, Edmonton                                       |                                                                        |
| Comté de Parkland                       | Enoch 135 | 28,60 | AB-628 – Stony Plain, Edmonton                                     |                                                                        |
| Comté de Parkland                       | Acheson   | 31,80 | AB-16A – Spruce Grove, Stony Plain, Edmonton                       | Échangeur                                                              |
| Comté de Parkland                       | Acheson   | 35,40 | AB-16 vers AB-44 – Westlock, Spruce Grove, Edson, Jasper, Edmonton | Échangeur; sortie 371 de l'AB-16                                       |
|                                         |           |       |                                                                    |                                                                        |